# Libiamo ne’ lieti calici
Libiamo ne' lieti calici (с итал. — «Поднимем мы кубки веселья»), или просто «Застольная песня» — дуэт из второй сцены первого акта оперы «Травиата» Джузеппе Верди на либретто Ф. М. Пьяве.
Дуэт написан в ритме вальса, в жанре «застольной песни» (итал. brindisi). По сюжету оперы исполняется главными героями — провинциальным юношей Альфредом Жермоном (тенор) и куртизанкой Виолеттой Валери (сопрано) во время званого вечера, даваемого Валери в её парижском салоне. К исполнителям присоединяется хор гостей. Содержание и манера исполнения дуэта отражают зарождающуюся между главными героями взаимную любовь.
Первыми исполнителями дуэта в 1853 году стали Фанни Сальвини Донателли и Лодовико Грациани. Впоследствии исполнялся бесчисленными мастерами сцены.